# Bas Bron
Bastiaan (Bas) Bron (Amsterdam, 17 juli 1974) is een Nederlandse producent en uitvoerende (van zowel de muziek als de zang) van voornamelijk elektronische muziek. Hij produceert onder andere voor De Jeugd van Tegenwoordig.
Bron is beter bekend onder zijn pseudoniem Bastian. Onder deze naam scoorde hij in 2001 een hit met You've got my love. Bastian is ook de naam van de band waarmee Bas Bron live optreedt. Andere pseudoniemen die Bas Bron gebruikt zijn Seymour Bits, Gifted, Comtron en Fatima Yamaha.

## Activiteiten als artiest
Bas Bron is de man achter een aantal verschillende pseudoniemen. Vaak hebben deze pseudoniemen een eigen verhaal en biografie die niet per se betrekking hebben op Bas als persoon, maar juist meer vorm geven aan dat pseudoniem.
- Majoor Vlosshart: De Neger Des Heils, als zanger en vaste producer van De Jeugd van Tegenwoordig;
- Dubbel B of Majoor Vlosshart: De Neger Des Heils, als rapper en producer in de Spaarndammerbuurtkliek;
- Comtron: een electrofunkband samen met Rimer Veeman;
- Bastian: een band rond Bas als zanger en producer;
- Seymour Bits: een alter ego van Bas als solo-artiest;
- Gifted;
- Fatima Yamaha: het bekendste soloproject van Bas;
- Belmer: een elektro-duo met Jelmer Schütte.

## Magnetron Music
In 2005 richt Bas Bron samen met Kostijn Egberts (ook bekend als dj (Colonel) Parker Jones) het platenlabel Magnetron Music op. Onder dit label zitten een aantal acts, waaronder Le Le, en Rimeroni Vumani.

## Discografie

### Bastian

#### Albums
- Ready (2001)
- It's all downhill from here (2003)
- IV (2007)
- There's No Such Place (2011)

#### Singles
- You've got my love (2000, 12"-vinyl)
- You've got my love (2001, cd-single) (Dancesmash & hoogste positie 17 in Top 40 op Radio 538)
- Anything (2001)
- Love is incredible (2001)
- Paper love (2003, 12"-vinyl)
- Paper love (2003, cd-single)
- Downers (2003)
- Flight of the starglider (2004)
- Sturdy (2008)
- Mixed Messages (2011)

### Seymour Bits

#### Albums
- The Booty Pop Phantom (2006)
- Seymour Bits (2010)

#### Singles
- Hit Me with Technology (2003, 12"-vinyl)
- Bonparapara Attack! (2004, 12"-vinyl)
- Watskeburt?! (2005, 12"-vinyl)
- The Return of the Phantom (2006, 12"-vinyl)
- Keep It Dippin (2006, 12"-vinyl)
- This is the place to be (2010)
- No time to waste (2010)
- Put it back down (2010)
- Style (2011)

### Fatima Yamaha

#### Albums
- Imaginary Lines (2015)
- Heian (2019)
- Spontaneous Order (2020)
- SOL (2024)

#### Singles en ep's
- A Girl Between Two Worlds (2004, 12"-vinyl)
- What's a Girl to Do (2015, 12"-vinyl)
- Araya (2017, 12"-vinyl)
- Day We Met (2020, 12"-vinyl)

### De Jeugd Van Tegenwoordig

#### Albums
- Parels voor de zwijnen (2005)
- De machine (2008)
- De lachende derde (2010)
- "Ja, natúúrlijk!" (2013)
- Manon (2015)
- Luek (2018)
- Anders (Different) (2018)
- Moderne manieren (2023)

#### Singles
- Watskeburt?! (2005, cd-single)
- Voorjekijkendoorlopen (2005, cd-single)
- Ho ho ho met Katja Schuurman (2005, cd-single)
- Nog lang niet (2005, cd-single)
- Voor jou (2006, cd-single)
- De stofzuiger (2006, 12"-vinyl)
- Hollereer (2008, cd-single)
- Wopwopwop (2008, cd-single)
- Datvindjeleukhe (2008, cd-single)
- Buma in me zak (2008, cd-single)
- Deze donkere jongen komt zo hard (2008, cd-single)
- Sterrenstof (2010, cd-single)
- Huilend naar de club
- Elektrotechniek (2011)
- Get Spanish (2011)
- Pappa is thuis (2011)
- De formule (2013)
- Een barkie (2013)
- Manon (2015)
- Gemist (2017)
- Makkelijk (Voor ons) (2018)
- Glasbak (2018)
- Ik kwam haar tegen in de moshpit (2018)
- Naar de maan (2022)

### Comtron

#### Albums
- Follow the Money (2007)
- The Roaring Twenties (2021)

#### Singles en ep's
- What We Sell (2003, 12"-vinyl)
- Evil Systems (2004, 12"-vinyl)
- Follow the Money (2007, 12"-vinyl)
- Special Consumer Series (2007, 12"-vinyl)
- Special Consumer Series Part 2 (2008, 12"-vinyl)

### Gifted

#### Albums
- Held Back By Inferior Technology (2002)

#### Singles
- Positive Contact (1998, 12"-vinyl)
- Lost (2002, 12"-vinyl)
- JustSaySo (2005, 12"-vinyl)

### Donnie

#### Albums
- Vader/Strijder (2022)
- Door het licht (2019)
- BFMJT (2017)
- Mannelogie (2015)
- Loei ordinair (2016)

#### Singles
- Batras (2015)
- Wubbo Ockels (2015)
- Mentaal (Raya Van Mattaveld) (2016)
- Nog 1 (2016)
- Knalplanga (2018)
- Kwijt (2019)
- Barry Hayze (2019)
- Geen centen, maar spullen ft. Frans Bauer (2020)